# Amatory
Amatory (gestileerd geschreven als [Amatory]) is een Russische metalcoreband afkomstig uit Sint-Petersburg.

## Biografie
De band werd opgericht in de lente van 1998 door Denis Zhivotovsky en Daniil Svetlov. Zij kenden elkaar uit de buurt, waar ze vaak samen skateboardden. Zij begonnen op 13-jarige leeftijd met oefenen in het appartement van Svetlov. In de herfst van 1998 voegde met Eugene Potekhin zich iemand bij de band die vocalen voor zijn rekening kon nemen. Zij deden onder meer covers van Nirvana nummers. In 1999 geraakte Svetlov steeds meer in de ban van hardere metal, en omdat de andere bandleden hem niet wilden verliezen, besloten ze de muzikale stijl van de band in zijn richting te bewegen. In 2000 bracht de band haar eerste demo uit.
Op 1 april 2001 voegde met Sergey Osechkin zich een tweede gitarist bij de band. Deze dag wordt de band zelf omschreven als de officiële geboortedatum van de band. In deze samenstelling gaven ze enkele optredens, tot Potekhin opgeroepen werd voor zijn militaire dienstplicht. De bandleden lieten zich niet uit het veld slaan door het verlies van hun zanger en Zhivotovsky besloot zijn taken over te nemen. Met de toevoeging van rapper Alexey Ovchinnikov aan de line-up stuurde de band een geheel nieuwe muzikale richting in. Door de toevoeging van professioneel sampler Alexey Liolik Skornyakov aan de bezetting in de lente van 2002 kreeg het rap/metal geluid van de band een elektronische toevoeging. In deze samenstelling brachten ze de ep The Bread.
Bij een optreden op 26 november 2002 kwam Liolik onverwachts niet op dagen. Later bleek dat hij bij een verkeerscontrole onverwachts werd gedwongen zijn dienstplicht te vervullen. De band verloor hiermee haar tweede bandlid aan het Russisch leger. Op 14 november 2003 bracht de band haar debuutalbum Fortune's Always Hiding uit.
Op 14 oktober 2004 bracht de band haar tweede album Inevitability uit. Voor dit album werkte de band samen met de Deense producer Jacob Hansen. Volgens Fuzz Magazine was Inevitability een van de vijf best verkopende rock albums in Rusland en ze werden voor hun succes beloond met de FUZZ People's Choice Award 2005. Dit succes zorgde er tevens voor dat de band uitgenodigd werd om te spelen op steeds grotere Russische festivals. In september van 2005 mocht de band het voorprogramma van Korn verzorgen bij hun show in Sint-Petersburg.
Op vrijdag de 13de van oktober in 2006 bracht de band het album Book of the Dead uit. 5 dagen later werd Osechkin gediagnosticeerd met leverkanker. Op 15 maart 2007 overleed hij op 23-jarige leeftijd. Op het album 6 uit 2015 is het nummer 15/03 aan hem opgedragen.
Ter ondersteuning toerde de band voor de Live Evil Tour. Hun uitverkochte concert in het Sportpaleis Joebilejny werd gefilmd en uitgebracht op DVD. Op 5 april 2008 werd de band onderscheiden met de titel Best Alternative Band door de FUZZ Awards. Op 18 december van datzelfde jaar bracht de band het album VII uit. Het album is geproduceerd door de Deense producer Tue Madsen.
In de maand maart van het jaar 2010 bracht Aleksey Kuzovlev het boek Black and White Days. The truth about [AMATORY] uit. Dit boek bevat een veelvoud aan interviews die hij door de jaren heen bij de bandleden heeft afgenomen. Op 28 juli 2010 kondigde Igor Kapranov aan dat hij de band zou verlaten, omdat hij zich volledig wou toewijden aan religie. Deze beslissing kwam voor fans als een grote verrassing en leidde tot een publieke discussie. Het vijfde album van de band, Instinct of the Doomed, volgde een maand later en is eveneens geproduceerd door Tue Madsen.
In juni van 2011 stond de band in het voorprogramma van SlipKnot bij hun show in het Olympisch Stadion van Moskou. Ter ere van het 10-jarig jubileum van de band vertrokken zij hierna op de X Anniversary Tour, met de eerder vertrokken Kapranov als special guest. In december van 2012 gaf de band meerdere concerten in het kader van de The Last Concert? toer, waarna ze een onderbreking voor onbepaalde tijd inlasten. In de zomer van 2014 speelde de band weer op enkele festivals.
Op 6 oktober 2015 bracht de band haar zesde studioalbum uit, dat zij de toepasselijke titel 6 gaven. Op dit album werden de vocalen enkel gedaan door Vyacheslav Sokolov, waarmee het het eerste album is waarop Zhivotovsky niet op de vocalen te horen is. Het album kreeg gemengde reacties, vooral vanwege het feit dat de stijl van het album sterk afwijkt van eerdere albums, maar commercieel gezien werd het wel het grootste succes dat de band gehad had.
Sinds de zomer van 2017 maakt de band gebruik van een nieuw concept voor hun concerten in Rusland. Zij laten fans vooraf zelf bepalen welke nummers er opgenomen worden in de setlist voor dat optreden. Op 11 maart 2018 werd Sokolov uit de band gezet vanwege onprofessioneel gedrag.
Op 29 maart 2019 bracht de band de single Space Kamikaze uit, met een nieuwe incognito zanger. Op de single uitten zij hun onvrede over het politieke klimaat in Rusland. Na een tweede single, in samenwerking met rapper Dirty Ramirez, werd het gezicht van de nieuwe zanger bekendgemaakt. Het bleek om Sergei Raev te gaan, die eerder zanger was geweest in de bands Obscure of Acacia, Triumphant en Celestial Meridian. Op 18 oktober 2019 bracht de band het album DOOM uit, waarop ze gevoelige politieke thema's bespreken zoals de Kernramp van Tsjernobyl, de grootschalige bosbranden in Rusland en het zinken van de onderzeeër Koersk.
Na de Doom Tour ter promotie van het album, kondigde de band aan twee concerten te geven met vele gastoptredens ter ere van het 19-jarig jubileum van de band, maar vanwege de COVID-19-pandemie zagen zij zich genoodzaakt deze uit te stellen. Op 17 april 2020 bracht de band wel twee instrumentale albums en één instrumentale ep uit.

## Bezetting
Huidige bezetting
- Daniil [STEWART] Svetlov – drums (sinds 1998), samples, programmering (2001–2012)
- Denis [DENVER] Zhivotovsky – bas (sinds 1998), screams, zang (sinds 2001)
- Ilya [IL] Borisov – gitaar (sinds 2012), additionele vocalen (sinds 2015), keyboards, programmering, samples (sinds 2019)
- Dmitriy [HELLDIMM] Muzychenko – gitaar, keyboards, programmering, samples (sinds 2015)
- Sergei Raev – leidende vocalen (sinds 2019)

Voormalige leden
- Eugene PJ Potekhin – gitaar, leidende vocalen (1998-2001)
- Aleksey Liolik Skornyakov – samples (2002)
- Aleksey [LEXUS] Ovchinnikov – rap (2001–2004)
- Sergey [GANG] Osechkin – gitaar ( 2001–2007 † )
- Igor [IGOR] Kapranov – screams, rap (2004–2010, 2011–2012 als special guest op toer)
- Dmitriy [JAY] Rubanovskiy – gitaar (2008–2011)
- Aleksandr [ALEX] Pavlov – gitaar, keyboards, programmering, samples (2003–2012)
- Ilya [K] Kukhin – gitaar (2011–2014)
- Vyacheslav [SLAVA] Sokolov – leidende vocalen (2010–2018)

Tijdlijn

## Discografie
Studioalbums
- 2003 – Вечно Прячется Судьба (Fortune's Always Hiding)
- 2004 – Неизбежность (Inevitability)
- 2006 – Книга Мёртвых (Book of The Dead)
- 2008 – VII
- 2010 – Инстинкт Обречённых (Instinct of the Doomed)
- 2015 – 6
- 2019 – DOOM
- 2020 - The Unvoiced Pt. I ("6" Instrumental)
- 2020 - The Unvoiced Pt. III ("DOOM" Instrumental)

Ep's
- 2002 – Хлеб (The Bread) feat. SPERMADONARZ
- 2006 – Discovery
- 2009 – We Play – You Sing
- 2010 – We Play – You Sing Pt. 2
- 2011 – We Play – You Sing Pt. 3
- 2016 – Огонь (Fire)
- 2020 - The Unvoiced Pt. II ("Fire" Instrumental)